# Aquinas College (Michigan)
Aquinas College este un mic colegiu de arte liberale romano-catolic din Grand Rapids, Michigan, Statele Unite ale Americii. Colegiul a fost clasat printre „cele mai bune universități regionale din Midwest” de către U.S. News & World Report în 2012.

## Istoric
Congregația Our Lady of the Sacred Heart al Ordinului Predicatorilor (Ordinul Dominican), cunoscută astăzi sub numele de „Surorile dominicane din Grand Rapids", Michigan, condusă de maica Aquinata Fiegler, OP, a fondat Școala Normală de noviciat romano-catolic din Traverse City, Michigan, în 1886. Misiunea școlii era să educe tinerele femei care urmau să depună jurământul monahal în cadrul Ordinului Dominican să devină profesoare la școlile elementare parohiale din statul Michigan; școala a instruit și trimis numeroase surori ca profesoare. În 1911 școala a fost transferată la Grand Rapids, împreună cu sediul congregației, urmând invitația adresată de episcopul tinerei Dieceze de Grand Rapids.
Ca răspuns la nevoia ca surorile profesoare să aibă diploma de bacalaureat universitar, surorile au reorganizat în 1922 Școala normală de noviciat ca Sacred Heart College și a început, de asemenea, să admită femei laice. Statul Michigan a acordat în același an o cartă pentru organizarea de studii cu durata de doi ani pentru femei la noul colegiu. Sediul noului colegiu a fost transferat în clădirea nou construită a congregației de pe East Fulton Street, la marginea orașului Grand Rapids. La un moment dat între 1922 și 1931 colegiul a fost redenumit Marywood College. În 1931 a fost reorganizat ca un colegiu catolic de ciclul I, transferat într-un spațiu nou de pe Ransom Street, în apropiere de Biblioteca Publică din Grand Rapids, și a devenit primul colegiu romano-catolic din Statele Unite ale Americii administrat de călugărițe care a avut un scop coeducațional. Episcopul Joseph G. Pinten de Grand Rapids a propus reformarea colegiului prin transformarea sa într-un colegiu mixt. În acel moment el organiza cursuri universitare cu durata de doi ani.
În 1939 colegiul catolic a adăugat curriculei sale un al treilea an de studiu. Colegiul a început să acorde diplome de bacalaureat universitar de patru ani și a fost redenumit Aquinas College în onoarea Sf. Toma de Aquino, OP și a fondatoarei sale, maica Aquinata Fiegler, OP, în 1940, dar modificarea actului constitutiv care consfințea noul cadru instituțional a fost depus pentru avizare autorităților educaționale ale statului Michigan în 1941. În 1945 maica Euphrasia Sullivan, OP, a cumpărat pentru colegiu conacul Holmdene, construit în 1908 de Edward Lowe și terenurile împădurite de pe 1607 Robinson Road, la marginea East Fulton Street. Colegiul s-a mutat pe fostul domeniu Lowe unde se află astăzi. The North Central Association a acreditat colegiul în 1946.
Anii 1950 și 1960 au reprezentat o perioadă de mare dezvoltare în cursul căreia colegiul a abandonat și a vândut campusul inițial de pe Ransom Street. În 1955 a fost construită noua clădire administrativă, numită acum „Academic Building”.
În 1974 colegiul a devenit independent din punct de vedere de congregația Surorilor Dominicane din Grand Rapids. În 1975 numele echipelor de atletism a fost schimbat din „Tommies” în „Saints”, în urma unui sondaj efectuat în rândul studenților, pentru că sportivii afro-americani erau ridiculizați rasial cu apelativul „Toms”.
În 1977 colegiul a fost acreditat să acorde primul titlu de licență în administrarea afacerilor, care era diferit de gradul convențional Master of Business Administration (MBA) acordat de către alte instituții, pentru că era bazat în primul rând pe științele umaniste și nu pe matematică. În 1993 colegiul a acordat primul titlu de doctor, deși doar honoris causa.
De asemenea, în 1997, colegiul a ales ca mascotă un câine Saint-Bernard pe nume „Nelson”, în onoarea președintelui Paul Nelson, care s-a pensionat în acel an. În 1998 colegiul a fost reorganizat în trei „școli”, fiecare dintre ele fiind condusă de un „decan” și împărțită în departamente: Școala de Educație, Școala de Arte Liberale și Științe și Școala de Administrație.

## Campus
Campusul colegiului se află în Grand Rapids, Michigan. Colegiul dispune de patru cămine: Dominican Hall, Hruby Hall, Regina Hall și St. Joseph Hall. El are, de asemenea, cinci clădiri de apartamente în campus și cinci „comunități educaționale”, denumite „case” în campus.

## Publicații studențești și post de radio
Publicații
- The Paraclete, o publicație de știri și comentarii catolice;[8] și
- The Torch

Postul de radio studențesc este „AQ Sound”.

## Studenți
Colegiul are mai mult de 2.000 de studenți, masteranzi și doctoranzi și oferă 61 de specializări, acordând diplome de licență și de masterat. El este acreditat de Higher Learning Commission of the North Central Association. Mulți absolvenți continuă studiile la școlile universitare de nivel superior: aproximativ 90% dintre studenții de la cursurile de medicină sunt acceptați în școlile medicale. Posibilitatea de a studia în continuare este o atracție majoră pentru mulți studenți, precum și posibilitatea de a studia un semestru la o instituție internațională. Programele oferite în prezent includ schimbul de studenți cu Anglia, Spania, Italia, Irlanda, Franța, Costa Rica, Germania, Japonia și Republica Dominicană. Pe termen scurt sunt oferite, de asemenea, excursii de studii.

## Legături externe
- Aquinas College
- Aquinas College Alumni Arhivat în 12 ianuarie 2019, la Wayback Machine.
- Aquinas College Athletics Arhivat în 19 martie 2016, la Wayback Machine.
- History of the Campus, Historic Campus Architecture Project